# Werner Koch (Politiker, 1894)
Werner Koch (* 3. August 1894 in Duisburg; † 12. Dezember 1957 in Serkenrode) war ein deutscher promovierter Jurist und Politiker.

## Leben
Koch war 1935 und 1936 Beigeordneter in Neuss.
Er trat zum 1. Dezember 1931 der NSDAP (Mitgliedsnummer 853.614) und zum 1. Dezember 1932 der SA bei. Davor war er schon in den Bund Nationalsozialistischer Deutscher Juristen (später umbenannt in Nationalsozialistischer Rechtswahrerbund) eingetreten.
Vom 1. August 1936 bis zum 8. Mai 1945 war er Oberbürgermeister von Viersen.
Gegen Kriegsende war er Standortführer im Rang eines SA-Hauptsturmführers. Er geriet am 16. April 1945 in Wuppertal in amerikanische Kriegsgefangenschaft. Koch wurde in Haan und in Recklinghausen interniert und im Januar 1946 entlassen. Seit November 1946 arbeitete er als Vertreter der Volkswohl-Krankenversicherung.
Er betrieb sein Entnazifizierungsverfahren wegen guter persönlicher Beziehungen (unzulässigerweise) in Meschede und wurde dort im Januar 1948 in die Kategorie IVb eingestuft.
Der Entnazifizierungsausschuss Düsseldorf hob den Einreihungsbeschluss auf. Im Rahmen dieser Ermittlungen wurde auch der Viersener Entnazifizierungsausschuss gehört.
1949 widerrief die Stadt Viersen das am 1. November 1948 zuerkannte Ruhestandsgehalt als Oberbürgermeister.